# 나이브 만능성 줄기세포

## 대표적인 만능성 줄기세포의 종류 및 특징
일반적으로, 줄기세포는 확립 방법 및 근원 (source)에 따라 분류할 수 있는데,  배아 (embryos)로부터 확립된 배아줄기세포(embryonic stem cells, ESC)와 성체의 조직으로부터 분리된 성체줄기세포(adult stem cells), 그리고 체세포 리프로그래밍 과정을 통해 인공적으로 확립된 유도줄기세포 (induced stem cells) 등으로 나눌 수 있다. 또한 분화 능력에 따라 한 종류의 세포로 분화할 수 있는 단분화능 (Unipotency), 여러 종류의 세포로 분화할 수 있는 다분화능 (Multipotency), 그리고 모든 조직세포로 분화할 수 있는 만능성 (Pluripotency) 줄기세포 등으로 나눌 수 있다.
그 중 대표적인 만능성 줄기세포에는 배아줄기세포(embryonic stem cells, ESC)와 유도만능줄기세포(induced pluripotent stem cells, iPSCs)가 있으며 이는 미분화 상태를 유지하면서 무한대로 자가 증식할 수 있는 능력과 인체의 모든 세포로 분화할 수 있는 분화능력을 가지고 있기 때문에 재생 의학적 활용에 있어 그 가치가 높이 인정되고 있다.
1981년 Martin John Evans와 Matthew Kaufman (캠브리지 대학교, 영국)박사 연구팀에 의해 생쥐 배아줄기세포 (mouse embryonic stem cell, mESC)가 확립되었으며
, 1998년 James Thomson (위스콘신 대학교, 미국)박사 연구팀에 의해 인간 배아줄기세포 (human embryonic stem cell, hESC)가 확립되었다. 2006년에는 세계 최초로 Shinya Yamanaka (교토 대학교, 일본)박사 연구팀에 의해서 유도만능줄기세포(Induced Pluripotent Stem Cell, iPSC)가 확립되었으며 이 유도만능줄기세포가 배아줄기세포의 문제점인 난자 사용의 윤리적 문제 등을 해결하는 최고의 대안으로 떠오름에 따라 만능성 줄기세포 연구의 중요성에 대한 인식이 고조되었다.

## 만능성 줄기세포의 종류 – Naive/Primed 만능성

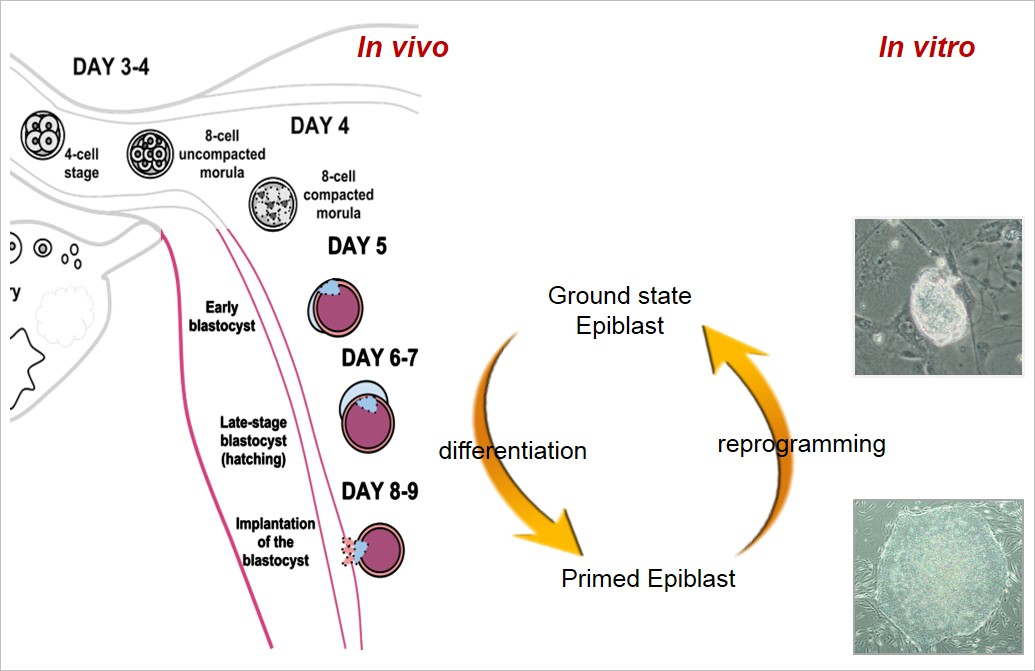
naive와 primed 상태의 만능성 줄기세포 (in vitro, in vivo)

2007년 배아줄기세포 및 유도만능줄기세포와는 다른 종류의 만능성 줄기세포도 확립이 되었다.  I. Gabrielle M. Brons (캠브리지 대학교, 영국)박사 연구팀에 의해 생쥐로부터 인간 배아줄기세포와 형태학, 분자적 특징이 유사한 생쥐 배아덩이위판 줄기세포 (Epiblast stem cell, EpiSC)가 확립되면서  각각 다른 특징을 가지는 만능성  줄기세포의 특성을 이해하고 이를 제어하기 위한 연구가 전개되었다. 최근 이러한 연구를 배경으로 생쥐와 인간의 배아줄기세포를 발생학적으로 서로 다른 만능성 상태 즉,  ‘naive 및 primed 만능성 상태’로 설명하는 개념이 나타나게 되었다.

Naive와 primed 만능성의 차이를 이해하기 위해서 먼저 생쥐의 초기 발생과정을 살펴볼 필요가 있다.

### 생쥐 유래 배아줄기세포의 만능성
생쥐의 발생 과정에서 수정 후 약 사흘째에 주머니배가 형성되고, 그 후 약 이틀이 지나면 착상이 유도되며, 주머니배 내의 속세포덩이는 배아덩이위판과 아래판의 두 층으로 분리된다. 착상 전 주머니배의 위판으로부터 유도된 것이 배아줄기세포이며 ‘naive 만능성 상태’에 해당된다는 것이 후에 밝혀졌다. 반면 착상 후 위판으로부터 유도된 줄기세포는 배아덩이위판 줄기세포 (epiblast-derived stem cell, EpiSC)라 불리는데 이는 배아줄기세포와 마찬가지로 만능성이며 세 배엽을 모두 형성할 수 있는 능력을 가졌지만, 세포적·분자적 특성에서 다소 차이가 있는 것으로 밝혀졌다.
이러한 연구 결과에 따라 인간과 생쥐의 배아줄기세포는 모두 주머니배 기원이라는 공통점에도 불구하고, 인간 배아줄기세포는 착상 후 유도되는 생쥐 배아덩이위판 줄기세포와 그 특성이 유사한 것으로 밝혀져 primed 만능성 상태로 여겨지고 있다. 따라서 현재 생쥐 외배엽줄기세포는 인간 배아줄기세포의 전분화능을 연구하기 위한 비교군으로 활용되고 있다. 또한 생쥐 배아줄기세포의 만능성과 유사한 Naive 만능성 상태의 인간 배아줄기세포에 대한 연구가 진행되었고, 만능성 줄기세포의 naive와 primed 상태에 대한 활발한 비교, 분석연구를 통해 [표1]과 같이 naive와 primed 만능성 상태에 대한 특징들이 밝혀졌다.
|                                 | Naive 만능성 상태                                              | Primed 만능성 상태                                       |
| ------------------------------- | -------------------------------------------------------------- | -------------------------------------------------------- |
| 정의                            | 원시적인 분화능을 갖는 단계, 발생단계 중 착상 전 주머니배 단계 | 착상 직후의 배아덩이위판 단계                            |
| 배아조직                        | 초기 위판                                                      | 난원통(egg cylinder) 또는 배아원반                       |
| 배양 세포                       | 생쥐 배아줄기세포                                              | 생쥐 외배엽 줄기세포 / 인간 배아줄기세포                 |
| 콜로니모양                      | Dome-shape 콜로니                                              | Flat 콜로니                                              |
| Doubling time                   | Doubling time 짧음                                             | Naive 상태보다 Doubling time 긺                          |
| Single cell cloning 여부        | Single-cell cloning 가능                                       | Single-cell cloning의 어려움                             |
| Oct4 유전자 조절 요소           | Oct4 distal enhancer                                           | Oct4 proximal enhancer                                   |
| 배양 특성                       | in vitro 배양 시 LIF 의존적                                    | in vitro 배양 시 Activin/FGF 의존적                      |
| 만능성 factor                   | Oct4, Nanog, Sox2, Klf2, Klf4                                  | Oct4, Nanog, Sox2                                        |
| 2i에 대한 반응                  | Self-renewal                                                   | Differentiation/Death                                    |
| 기형종 형성 여부                | 가능                                                           | 가능                                                     |
| Tetraploid complementation 여부 | Tetraploid complementation을 통한 whole animal 생성가능        | Tetraploid complementation을 통한 whole animal 생성 불가 |

### 인간 naive 만능성 배아줄기세포 확립 및 연구
생쥐 배아줄기세포의 두 가지 만능성 상태가 밝혀짐에 따라 이를 바탕으로 인간 배아줄기세포의 만능성에 대한 관심이 고조되었다. 따라서 인공적으로 primed 상태의 인간 배아줄기세포를 naive 상태의 인간 배아줄기세포로 전환 (conversion)시키는 연구가 진행되었으며 이를 통해 인간 배아줄기세포주의 제한성을 극복하고 naive 상태를 통한 초기 발생단계 연구에 대한 관심이 커지게 되었다.
유전자 조작을 통한 인간 naive 만능성 배아줄기세포 유도
2010년 Rudolf Jaenisch (Whitehead 연구소, 미국)박사 연구팀은 LIF/Stat3, bFGF와 TGFβ/Activin signaling 조절과 함께 유전자 조작 즉, 만능성 인자인 Klf4, Klf2, Nanog, c-Myc의 발현을 통해 primed 상태 줄기세포로부터 naive 만능성 줄기세포를 획득하였다. 이러한 연구결과를 바탕으로 2009년에는 화합물과 유전자 조작을 통해 배반포 (blastocyst), primed 상태의 인간 배아줄기세포 그리고 체세포 (somatic cell)의 재프로그래밍 (reprogramming) 을 통해 naive 만능성 줄기세포가 확립되었다.
배양조건 최적화를 통한 naive 만능성 배아줄기세포 유도
최근에는 유전자 조작없이 다양한 배양 조건을 이용한 인간 naive 만능성 줄기세포 및 유도만능줄기세포의 확립이 보고가 되었다

. 위의 연구에서 primed 상태의 줄기세포 또는 체세포로부터 naive 만능성 줄기세포를 유도하기 위하여 2i (MEK inhibitor, GSK3 inhibitor)+LIF 조합뿐만 아니라 5i (MEK inhibitor, GSK3 inhibitor, ROCK inhibitor, BRAF inhibitor, SRC inhibitor)/Activin/LIF의 조합 등 추가적인 화합물 및 성장인자들을 포함하는 다양한 배양 조건을 제시하였다.
생쥐 및 인간 외 naive 만능성 배아줄기세포 확립
또한 생쥐 및 인간 외 영장류 (primates)의 일종인 Rhesus 원숭이의 섬유아세포 (fibroblast)로부터 naive 유도만능줄기세포를 확립하였음이 보고되었다. 위의 연구 결과에서 naive 상태의 줄기세포가 primed 상태의 줄기세포보다 developmental capacity가 우수하다는 사실이 teratoma formation, mouse/human 또는 monkey fetal chimera 등을 통해 검증되었으며, 최근에는 primed 상태의 토끼 유도만능줄기세포가 naive 상태로의 전환 (conversion)을 통해 제한된 분화 능력을 극복할 수 있음을 제시하였다.